# Гайка (Чип и Дейл)
Га́йка Га́ечный ключ (англ. Gadget Hackwrench, дословно «Гаджет Гаечный ключ») или просто Гайка (англ. Gadget) — героиня американского мультсериала «Чип и Дейл спешат на помощь» (1989), созданная Тэдом Стоунсом. В английской версии её постоянным голосом является актриса Тресс Макнилл. С момента первого появления в мультсериале Гайка фигурировала в различных связанных с ним медиа.
Гайка — антропоморфная мышь, дочь гениального механика Гиго Гаечного ключа, которая унаследовала его острый ум и стала изобретателем. Вместе с другими очеловеченными животными — бурундуками Чипом и Дейлом, мышью Рокфором и мухой Вжиком — она сформировала героическую команду Спасателей, члены которой расследуют «слишком маленькие» для полиции преступления.
Гайка была удостоена положительных отзывов критиков и фанатов мультсериала и стала одной из самых популярных героев франшизы «Чип и Дейл спешат на помощь», вплоть до того, что многие зрители влюблялись в неё. Её образ нередко примеряют косплеерши, а художники посвящают героине фан-арты.

## Создание и образ
Гайку придумал американский режиссёр Тэд Стоунс, который первоначально задумывал «Спасателей», как команду антропоморфных зверей, состоящую из оригинальных персонажей; на тот момент в неё входили: Гайка, Рокфор, Вжик и хамелеон, азиатский сверчок, близорукий белоголовый орлан и лидер команды — мышонок Кит Колби. В дальнейшем Стоунс встретился с председателем The Walt Disney Company Майклом Айснером, который убедил его переосмыслить концепцию мультсериала, добавив в команду популярных героев компании Чипа и Дейла, чтобы привлечь внимание зрителей именами известных героев. Изначально орлан был транспортным средством команды, но, после его исключения из сюжета, создатели придумали самолёт Гайки. Прообразом героини послужила девушка-изобретатель по имени Джордан из фильма «Настоящий гений» (1985); её сыграла актриса Мишель Мейринк.
В команде Гайка обеспечивает не только техническую, но и моральную поддержку для своих импульсивных товарищей. Благодаря своему гениальному интеллекту, она в состоянии собрать из несвязанных между собой вещей высокотехнологичные устройства. Гайка — настоящий фанат своего дела, из-за чего нередко не замечает ухаживания Чипа и Дейла и становится невольной участницей любовного треугольника. Имеет склонность к самокопанию вплоть до того, что может впасть в депрессию. Несмотря на доброту, скромность и дружелюбие, у героини есть предел внутреннего спокойствия.
В английской версии её постоянным голосом является актриса Тресс Макнилл. В российском дубляже мультсериале «Чип и Дейл спешат на помощь» героиню в разное время озвучивали актрисы Наталья Гурзо, Раиса Мухаметшина и Ксения Бржезовская. В России её оригинальное имя «Gadget Hackwrench» было адаптировано как «Гайка Гаечный ключ».

## Биография
Отцом Гайки был Гиго Гаечный ключ, выдающийся изобретатель, погибший до начала мультсериала; от него Гайка унаследовала тягу к конструированию всевозможных технологий. Годы спустя, она встретила Рокфора, близкого друга её отца, а также познакомилась с Чипом и Дейлом, которые влюбились в неё с первого взгляда. После успешного завершения миссии по возвращению украденного рубина, в ходе которой герои столкнулись со своими будущими заклятыми врагами — преступным боссом котом Толстопузом и безумным профессором Нортоном Нимнулом, Гайка, Чип, Дейл, Рокфор и Вжик основали команду Спасателей, чтобы расследовать «слишком маленькие» для полиции преступления; свою штаб-квартиру они разместили на дереве в городском парке.

## Другие появления
Гайка появляется в эпизоде «Утка-два-нуля: Разбиваешься только дважды!» мультсериала «Утиных историй» (2017). Изначально она была подопытной мышью в лаборатории террористической организации В.А.О.Н.; Чёрная цапля ненамеренно подвергает её, Чипа, Дейла и Рокфора воздействию повышающего уровень интеллекта луча, что приводит к появлению Спасателей. Герои помогают Зигзагу Маккряку и Дьюи сбежать из тюрьмы. Также Спасатели эпизодически фигурируют в заключительном эпизоде «Последнее приключение!».
Гайка появляется в фильме «Чип и Дейл спешат на помощь» (2022), события которого разворачиваются после окончания одноимённого мультсериала. В реальности, где люди и анимированные персонажи живут в одном мире, Гайка изображается как актриса шоу «Чип и Дейл спешат на помощь». После закрытия шоу про Спасателей в 1990 году, Гайка и Вжик становятся парой. В течение следующих 30 лет они производят на свет 42 ребёнка, каждый из которых в той или иной степени является гибридом мухи и мыши.
Гайка фигурирует в играх по мотивам различных проектов Disney. По сюжету Chip ’n Dale Rescue Rangers (1990), Толстопуз похищает Гайку и заставляет её работать на него. Она создаёт беспроводной телефон и связывается с Чипом и Дейлом, а затем, с помощью почтового голубя, отправляет им карту к казино Толстопуза. После спасения Гайки бурундуки получают ракету, которая доставляет их к убежищу заклятого врага. В Chip ’n Dale Rescue Rangers: The Adventures in Nimnul’s Castle (1990) Спасатели отправляются спасать Рокфора, попавшего в мышеловку в замке профессора Нимнула. Бурундуки собирают для Гайки детали, с помощью которых она строит летательный аппарат. В Chip 'n Dale Rescue Rangers 2 (1993) Гайка, наряду с другими Спасателями, участвует в обезвреживании бомбы, установленной Толстопузом. Одержав победу, Спасатели клянутся дать отпор Толстопузу, если тот совершит новые злодеяния. Гайка, Чип, Дейл и Вжик появились на картах в игре-головоломке Mickey's Memory Challenge (1993). Гайка и другие Спасатели появляются в мобильных играх Disney Tsum Tsum (2014), Disney Heroes: Battle Mode (2018), Disney Emoji Blitz (2018) и Disney Sorcerer's Arena (2021).
Гайка появляется в различных литературных произведениях Disney. Она — один из главных героев комикса Chip 'n' Dale Rescue Rangers, публиковавшегося компанией Disney Comics в 1990 году и состоявшего из 19 выпусков. Гайка и другие Спасатели появляются в комиксе Chip 'n Dale Rescue Rangers 2010 года, состоящего из 10 выпусков. Также героиня периодически появлялась в журналах Donald Duck & Co (1948), Topolino (1949), Le Journal de Mickey (1952), Zé Carioca (1961), Almanaque Disney (1970), Mikke Mus (1980), Super Picsou Géant (1983), Donald Duck & Co Ekstra (1985), P’tit Loup (1989), Disney Mix (1989), Disney Comics Album (1990), Disney Adventures (1990), Disney Club Vacances (1991), Cartoon Tales (1991), Disney’s Colossal Comics Collection (1991), Walt Disney’s Spring Fever (1991), Disney Afternoon (1994), Disney Club (1996), Disney: The Ultimate Visual Guide (2002), Darkwing Duck (2010), Disney Afternoon Giant (2018), Darkwing Duck: Just Us Justice Ducks (2021) и The Art of DuckTales (2022). По сюжету книжной серии The Mouse Watch, послужившей спин-оффом к мультсериалу «Чип и Дейл спешат на помощь», Гайка основала элитную группу бойцов с преступностью под названием «Мышиный дозор»; из-за этого она является кумиром главной героини произведений по имени Бернадетт «Берни» Скамперски.

## Восприятие и наследие

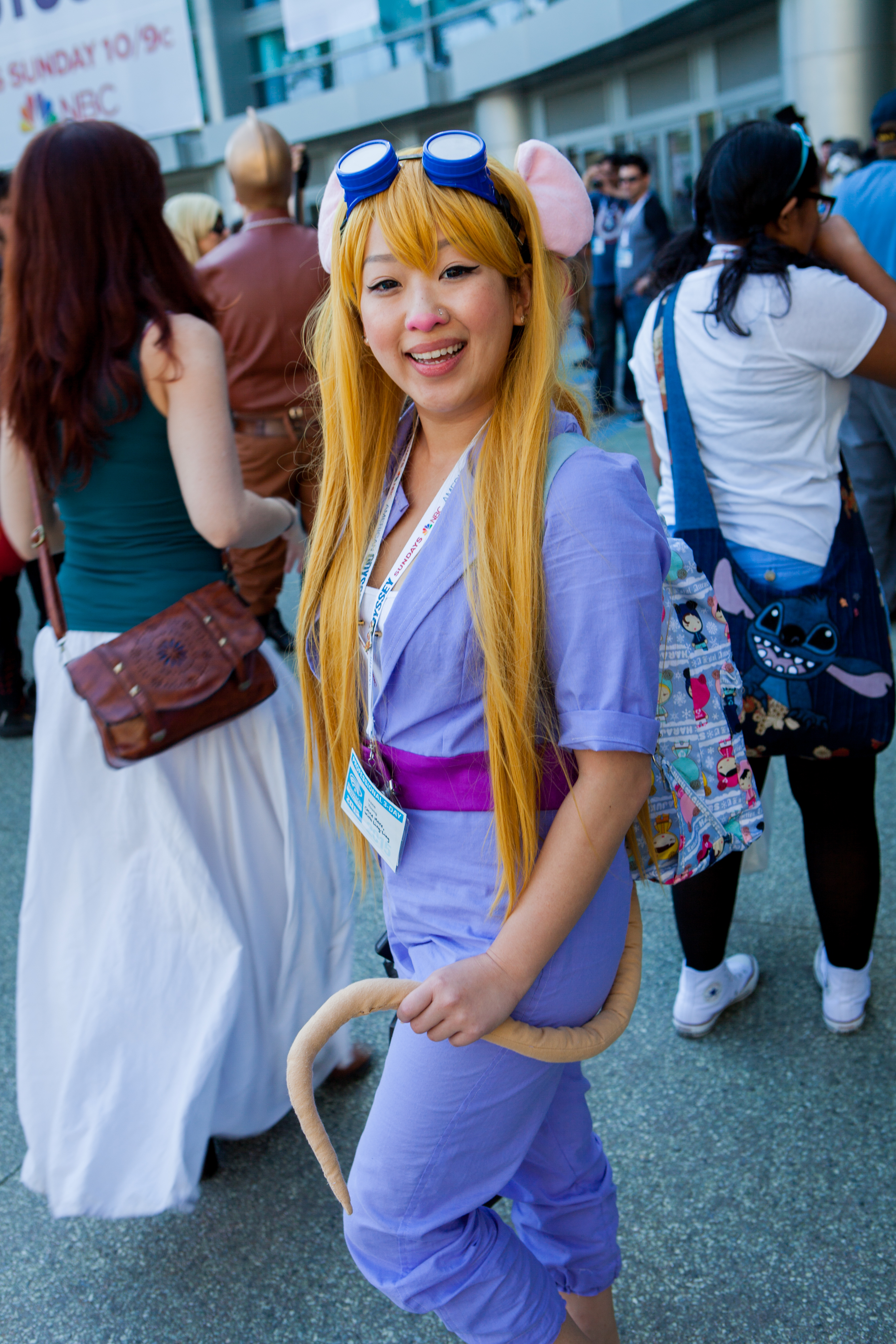
Косплей Гайки на фестивале комикс-культуры и гик-тематики WonderCon 2015

Гайка получила положительные отзывы от критиков и фанатов мультсериала и стала одной из самых популярных его героев вплоть до того, что многие зрители по-настоящему влюблялись в неё. Многие люди посвящали Гайке фан-арты и косплеили её. Особую значимость героиня приобрела в России, где зародились религиозное движение «Гайкославие», а также религиозный культ «Культ Лучезарной Гаечки», члены которого поклонялись ей как богине.
Люсия Питерс из Bustle включила Гайку в список «10 вымышленных ролевых моделей 90-х, которые многому нас научили», отметив, что «способность [Гайки] делать ошибки, а затем учиться на них — одно из самых ценных навыков, связанных с работой, которыми вы можете обладать, будь вы инженерным гением или художественный руководитель». Comic Book Resources поместил Гайку на 1-е место среди «10 мультипликационных персонажей, которые работают больше всех»; с другой стороны, ещё одному рецензенту портала не понравилась роль Гайки в мультсериале как «объекта вожделения», поскольку её личностные качества отходили на второй план. BuzzFeed включил Гайку в список «37 мультипликационных персонажей, благодаря которым многие женщины поняли, что они определённо не вписываются в традиционную гендерную роль».
Фанаты мультсериала «Чип и Дейл спешат на помощь» негативно восприняли будущее Гайки, представленное в полнометражном фильме 2022 года. Сценарист картины Дэн Грегор заявил, что это была «самая странная шутка в фильме», которую он добавил в повествование как дань уважения «межвидовой романтике в фильмах».
С 1993 года в северной части Диснейленда под названием «Mickey’s Toontown» функционирует аттракцион «Gadget’s Go Coaster», получивший название в честь Гайки. В 1996 года этот аттракцион появился в токийском Диснейленде.
С изображением Гайки выходила различная продукция. C 1989 по 1990 год в McDonald's продавала фигурки Спасателей в Хэппи Мил. В 1991 году в сухих завтраках Kellogg’s попадались фигурки Спасателей, включая Гайку. В 1992 году в сухих завтраках Applause также встречались фигурки героев мультсериала «Чип и Дейл спешат на помощь». В 2017 году посетителям токийского Диснейленда выдавали мягкие игрушки героини. В том же году Funko выпустила минифигурки различных героев The Walt Disney Company, в числе которых была Гайка. Год спустя команда создала новые минифигурки Спасателей в рамках коллекции «Funko Disney Afternoon». В 2019 году в продаже Disney Store Japan появились плюшевые игрушки всех членов команды Спасателей.